# مورلند گراهام
مورلند گراهام (انگلیسی: Morland Graham؛ ‏ ۸ اوت ۱۸۹۱ – ۸ آوریل ۱۹۴۹) بازیگر اهل بریتانیا بود.
از فیلم‌هایی که وی در آن نقش داشته‌است، می‌توان به ویسکی به وفور!، برادران، هنری پنجم، آقای پیت جوان، مهمانسرای جامائیکا و چه بلایی بر سر هارکنس آمد؟ اشاره کرد.